# عروسک پارچه‌ای (ترانه اروسمیث)
عروسک پارچه‌ای (به انگلیسی: Rag Doll) آهنگی از گروه هارد راک آمریکایی اروسمیث است. این ترانه از آلبوم سال ۱۹۸۷ تعطیلات همیشگی (Permanent Vacation) است. عروسک پارچه‌ای در سال ۱۹۸۸ به عنوان تک آهنگ نهایی آلبوم منتشر شد. ترانه‌نویسان استیون تایلر ، جو پری ، جیم والانس و هالی نایت هستند.